# Botrugno
Botrugno – miejscowość i gmina we Włoszech, w regionie Apulia, w prowincji Lecce.
Według danych na rok 2004 gminę zamieszkiwało 3046 osób, 338,4 os./km².